# 尚美学园短期大学
尚美学园短期大学（日语：／ Shōbi Gakuen Tanki Daigaku *），简称尚美短大，是过去一所位于日本埼玉县川越市的私立短期大学。

## 概要

### 简介
- 学校最早可以追溯到1926年即尚美音乐院的创立。短期大学为于1981年开办、由学校法人尚美学园经营。招収男女学生到1999年、停办于2001年[1][2]。

### 历史
- 1981年 尚美音乐短期大学成立并同时设置两个学科、以下列举。
  - 音乐学科
    - 器乐专攻
    - 声乐专攻
    - 作曲专攻

  - 音乐信息学科
- 1986年 音乐商务学科成立。改校名为尚美学园短期大学。
- 1990年 信息通信学科成立
- 1999年 最后一年招生、次年停止招生（正式停办于2001年5月29日[2]）。

## 学校环境
- 校区：在了埼玉县川越市[注 1]

## 历任校长
- 赤松宪树：第一代短期大学校长<[3]。

## 组织

### 学科
- 音乐学科
  - 器乐专攻
  - 声乐专攻
  - 作曲专攻
- 音乐信息学科
- 音乐商务学科
- 信息通信学科

### 专科
| - 没有 |

### 业余课程
| - 没有 |

## 知名校友
- 清水一宪：文人
- 漆户启：歌手
- 角川庆子：歌手 - 中途退学
- 金谷マサヨシ：演员
- 为冈そのみ：唱作人

## 相关链接
- 日本短期大学列表